# Japan Women's Open Tennis 2011
Il Japan Women's Open Tennis 2011, conosciuto come HP Open 2011 per motivi di sponsorizzazione, è stato un torneo di tennis che si è giocato sul cemento indoor. È stata la 3ª edizione dell'HP Open, che fa parte della categoria WTA International nell'ambito del WTA Tour 2011. Si è giocato ad Osaka, in Giappone dall'8 al 16 ottobre.

## Partecipanti WTA

### Teste di serie
| Nazionalità | Giocatore          | Ranking* | Testa di serie |
| ----------- | ------------------ | -------- | -------------- |
| Australia   | Samantha Stosur    | 7        | 1              |
| Francia     | Marion Bartoli     | 10       | 2              |
| Germania    | Angelique Kerber   | 30       | 3              |
| Rep. Ceca   | Petra Cetkovská    | 32       | 4              |
| Australia   | Jarmila Gajdošová  | 34       | 5              |
| Giappone    | Ayumi Morita       | 40       | 6              |
| Sudafrica   | Chanelle Scheepers | 41       | 7              |
| Stati Uniti | Christina McHale   | 49       | 8              |

* Ranking al 3 ottobre

### Altre partecipanti
Giocatrici che hanno ricevuto una Wild card:
- Marion Bartoli
- Aiko Nakamura
- Kurumi Nara

Giocatrici passate dalle qualificazioni:

- Shūko Aoyama
- Noppawan Lertcheewakarn
- Erika Sema
- Jaroslava Švedova

## Campionesse

### Singolare
Marion Bartoli ha sconfitto in finale  Samantha Stosur per 6-3, 6-1.
- È il settimo titolo in carriera per Bartoli, il secondo del 2011.

### Doppio
Kimiko Date Krumm /  Zhang Shuai hanno sconfitto in finale  Vania King /  Jaroslava Švedova per 7-5, 3-6, [11-9].